# Vernal (cráter)
Vernal es un cráter en Marte, ubicado a 6 ° de latitud norte y 355.5 ° de longitud oeste en el cuadrángulo de Oxia Palus. Mide aproximadamente 55.5 kilómetros de diámetro y 750 metros de profundidad.

## Aguas termales
Un estudio de imágenes tomadas con el Experimento Científico de Imágenes de Alta Resolución (HiRISE) en el Mars Reconnaissance Orbiter sugiere que alguna vez existieron aguas termales en el cráter Vernal, en el cuadrángulo de Oxia Palus. Además, los depósitos minerales asociados con estos manantiales pueden haber conservado vestigios de la vida marciana.